# Três Corações
Três Corações é um município brasileiro do estado de Minas Gerais. Está localizado na Região Geográfica Imediata de Três Corações e na Região Geográfica Intermediária de Varginha.  
Com 78 079 habitantes em 2024 e cerca de 828 km² de área, é um dos principais centros urbanos do sul do estado. Situa-se a cerca de 287 km de distância da capital estadual, Belo Horizonte.

## História
Em 1760, o capitão Domingos Dias de Barros fizera construir a primitiva capela, sob a invocação dos Sagrados Corações de Jesus, Maria e José. 
Em 14 de julho de 1832 a povoação é elevada a freguesia, pertencente ao município de Campanha. 
A Lei Provincial nº. 3.197, de 23 de setembro de 1884 cria o Município de Três Corações do Rio Verde, composto pela freguesia de Três Corações do Rio Verde e pela freguesia de Cambuquira (desmembradas do município da Campanha), elevando a sede da primeira, que seria também a sede do município, à categoria de Vila.       
A Lei Provincial nº. 3.387, de 10 de julho de 1886, eleva à categoria de Cidade a Vila de Três Corações do Rio Verde.  
A lei nº. 843 de 07 de setembro de 1923, que dispunha sobre a divisão administrativa do estado de Minas Gerais e que mudou o nome de diversos municípios do estado e de suas respectivas sedes, muda o nome do município de Três Corações do Rio Verde e também de sua sede para "Três Corações".

## Etimologia
A versão oficial provém da Capela erigida por Tomé Martins em louvor aos Sacratíssimos Corações de Jesus, Maria e José. Entretanto duas outras versões, de cunho mais poético, falam sobre o nome Três Corações. A primeira é sobre o amor de Jacira, Jussara e Moema por três boiadeiros vindos de Goiás, que as deixaram a chorar. A segunda versão fala das curvas caprichosas do Rio Verde, que atravessa o município, desenhando três corações em seu caminho sinuoso.
Antigos nomes
- Rio Verde
- Porto Real Passagem do Rio Verde
- Aplicação do Rio Verde
- Três Corações do Rio Verde

As primeiras notícias sobre as terras onde hoje se situa o município de Três Corações datam de 1737, quando Cipriano José da Rocha, ouvidor de São João del-Rei, informa que, quando de passagem pela região, encontrou roças e catas de mineração na região da Aplicação do Rio Verde.
Por volta de 1760, o português Tomé Martins da Costa se estabelece na barranca direita do Rio Verde, embriagado pelo ouro abundante existente em suas lavras. Após adquirir novas terras, constrói a fazenda do Rio Verde e manda erigir uma capela sob a invocação dos Santíssimos Corações de Jesus, Maria e José.
No ano de 1764, de passagem pela região em viagem de inspeção e demarcação de limites, o governador da capitania de Minas Gerais, D. Luís Diogo Lobo da Silva, visita Tomé em sua fazenda, encontrando alguns casebres ao redor da capela.
Em 1790, o capitão Domingos Dias de Barros, genro de Tomé Martins da Costa, pede licença para construir uma ermida no lugar da antiga capela, que é inaugurada em 1801, tendo seu altar-mor trabalhado pelo mestre Ataíde.
Em 14 de julho de 1832 é instalada a freguesia dos Três Corações do Rio Verde e a paróquia dos Três Sacratíssimos Corações. Em 6 de setembro de 1860, grandes comemorações na elevação a Vila da Freguesia dos Três Corações do Rio Verde e na inauguração da Igreja Matriz. Em 1873, o Presidente da Província de Minas Gerais sanciona Lei incorporando à Vila o território pertencente à Freguesia.
O grande passo para o pleno desenvolvimento do município seria, entretanto, dado no ano de 1884, quando a Vila recebe a visita do Imperador D. Pedro II e a Família Imperial, para a inauguração da estrada de ferro Minas & Rio. Inaugurada oficialmente em 22 de junho deste ano, fazia a conjunção entre a Vila e a cidade de Cruzeiro, no estado de São Paulo. A repercussão desta visita foi de tamanha relevância que, três meses depois, em 23 de setembro de 1884, a Vila seria emancipada, sendo elevada à categoria de cidade.
Em 7 de setembro de 1923, com a Lei 843, Três Corações do Rio Verde passa a denominar-se apenas Três Corações.

## Geografia
Hidrografia

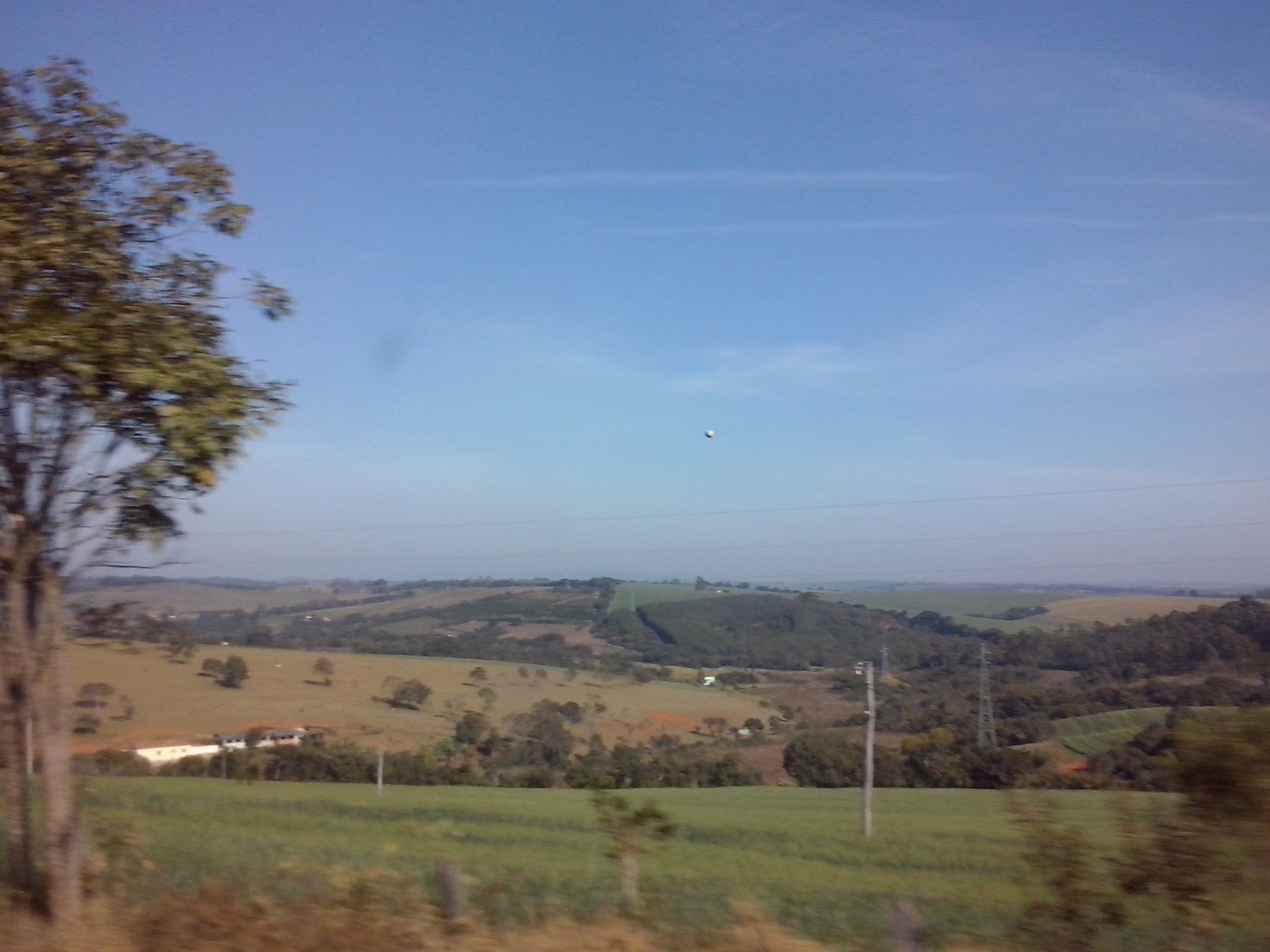
Paisagem rural em Três Corações.

A cidade de Três Corações fica localizada na bacia do Rio Verde, sendo esse o principal curso de água que corta o território tricordiano. A cidade também conta com outros rios menores que integram a bacia do Rio Verde, como o Rio do Peixe, Rio Palmela e Rio Lambari. 
Relevo
O relevo na qual situa-se o município de Três Corações é caracteristicamente de planalto, mais especificamente no interior da Serra da Mantiqueira. O formato do relevo da região é caracterizado pelos mares de morros, ou morros mamelonares, com a descontinuidade na altitude e algumas cristas que apresentam altitude mais elevada como em São Thomé das Letras. O território municipal abrange algumas serras menores tais como a Serra da Onça, Palmital, do Jurumirim,entre outras.

### Clima
O clima da cidade de Três Corações é, no aspecto regional (Sul de Minas), como Tropical de Altitude, ou na Classificação climática de Köppen-Geiger, Cwa, caracterizado por verões quentes e úmidos, estação chuvosa, e invernos secos e relativamente frios, estação seca. O outono e a primavera são caracteristicamente estações de transição entre a úmida e seca, sendo o outono o início da estação seca e também a época da passagem das primeiras frentes frias, e a primavera a passagem para a estação úmida, com a ocorrência das primeiras chuvas de verão.[carece de fontes?]
|                             | JAN     | FEV     | MAR     | ABR     | MAI     | JUN     | JUL     | AGO     | SET     | OUT     | NOV     | DEZ     | ANO      |
| --------------------------- | ------- | ------- | ------- | ------- | ------- | ------- | ------- | ------- | ------- | ------- | ------- | ------- | -------- |
| Temperaturas médias máximas | 29,1 °C | 29,1 °C | 28 °C   | 26,7 °C | 24,9 °C | 23,8 °C | 23,9 °C | 26,5 °C | 27,5 °C | 27,5 °C | 27,8 °C | 27,8 °C | 26,80 °C |
| Temperatura médias          | 22,3 °C | 22,3 °C | 21,2 °C | 19,5 °C | 16,8 °C | 14,9 °C | 15,1 °C | 16,9 °C | 18,9 °C | 20,3 °C | 20,9 °C | 21,4 °C | 19,20 °C |
| Temperaturas médias mínimas | 17,5 °C | 17,6 °C | 16,5 °C | 14,0 °C | 10,6 °C | 8,0 °C  | 8,2 °C  | 9,5 °C  | 12,3 °C | 14,6 °C | 15,8 °C | 16,9 °C | 13,45 °C |
| Precipitação acumulada      | 258,7mm | 221,3mm | 182,5mm | 52,2mm  | 36,0mm  | 19,2mm  | 13,1mm  | 18,0mm  | 68,5mm  | 128,6mm | 181,4mm | 272,2mm | 1451,7mm |

Dados do INMET

#### Vegetação
A vegetação na região da cidade de Três Corações é marcada pela transição da Mata Atlântica para o Cerrado brasileiro, com características da cobertura vegetal nativa dos dois biomas.

#### Demografia
Segundo o censo de 2010, feito pelo IBGE, a cidade de Três Corações tinha uma população de 72.765 habitantes, com 36.103 homens e 36.662 mulheres e a população urbana de 65.826 habitantes contra 6.939 habitantes na zona rural do município, sendo essa população distribuída por uma área de 828,038 km², desse modo a densidade demográfica da cidade é de 87,88 hab/km².
O histórico populacional de Três Corações é dado pela seguinte tabela:
| Ano  | População |
| ---- | --------- |
| 1991 | 57.045    |
| 1996 | 60.550    |
| 2000 | 65.291    |
| 2007 | 71.737    |
| 2010 | 72.765    |

Dados: IBGE
Ferrovias
Ambas as ferrovias que cortam o município pertenceram à antiga Rede Mineira de Viação e atualmente estão concedidas ao transporte de cargas. São elas:
- Linha Cruzeiro-Juréia (Estrada de Ferro Minas e Rio) (ligando o município às cidades de Cruzeiro e Varginha);
- Ramal de Três Corações (ligando o município à cidade de Lavras).

O transporte ferroviário de passageiros na cidade cessou suas atividades em 1983, quando os últimos trens de passageiros de longas distâncias da antiga RFFSA, ligando o município paulista de Cruzeiro à cidade mineira de Três Corações, realizaram suas últimas viagens.
Rodovias
O município é cortado pela Rodovia Fernão Dias (BR-381) (ligando o município às capitais Belo Horizonte e São Paulo).

## Economia

### Pecuária
Tem destacada participação na economia do município, através de seu rebanho leiteiro e gado de corte, sendo o gado leiteiro um dos melhores do Estado.

### Agropecuária
As culturas do café, milho e batata inglesa são de grande expressão econômica, seguindo-se em menor escala as de feijão, arroz e frutas regionais. No ano de 2009 foi considerada uma das maiores produtoras de milho da região, ganhando destaque nacional.

### Comércio
O município possui dinâmica atividade comercial, tanto atacadista como varejista, produz infinita variedade de roupas e calçados, atraindo pessoas de várias cidades da região oferecendo bom preço e bom atendimento.

### Indústria
A política de desenvolvimento industrial, associada à implantação de áreas destinadas a novas empresas, tem concorrido, de forma significativa, para a diversificação da produção. Como resultado da conjugação de suas potencialidades, recursos e sua estratégica posição geográfica. Três Corações oferece inúmeras oportunidades de investimento. O município dispõe de um Distrito Industrial, localizado às margens da Rodovia Fernão Dias (BR-381), ocupando uma área de 2.634.944,47 M2, que a cada dia se firma como um dos mais promissores pólo industriais do Sul de Minas. A cidade possui também um mini distrito, situado na estrada Três Corações/São Bento Abade, com área de 50.380 M2, pronta para receber empresas de pequeno porte.
No setor industrial destacam-se as indústrias de produtos derivados do leite (leite em pó, manteiga, queijo), metalúrgicos (esquadrias metálicas, botijão de gás, rodas de aço para automóveis, roda de liga leve, fios de cobre, fundição), fábrica de ração, fertilizantes, couro, calçados, pré-moldados de cimento, produtos químicos, refrigerantes, cromação e niquelação de metais, móveis, piscinas de fibra de vidro, brinquedos de plástico, colchões, aparelhos de sinalização, semáforos, desinfetantes, doces, bolsas e cintos de couro, vassouras e confecções.
O principal recurso natural (mineral) é a pedra São Tomé, de grande aplicação no ramo de construção civil.

## Educação
No ensino médio Três Corações possui uma escola entre as melhores instituições do Brasil. No ENEM 2006 o Colégio União ficou em 16º lugar entre as escolas do país.
Situada em Três Corações, a Escola de Sargentos das Armas (ESA) do Exército Brasileiro (Site Oficial Arquivado em 2 de fevereiro de  2019, no Wayback Machine.) é o estabelecimento de ensino militar do Exército responsável pela seleção e formação dos sargentos de carreira das Armas do Exército Brasileiro: Infantaria, Cavalaria, Artilharia, Engenharia e Comunicações, que são as chamadas “armas” com atuação na linha de frente do combate. A cidade é sede da Universidade do Vale do Rio Verde (UninCor) com cursos de Odontologia, Medicina Veterinária, Direito, Psicologia, Serviço Social, Pedagogia, Música, Ciências Contábeis, Pedagogia, Logística, e Gestão de Produção Industrial. Ademais, situa-se no município um campus avançado do Instituto Federal de Educação, Ciência e Tecnologia do Sul de Minas Gerais, com cursos Técnicos Subsequentes e Integrados ao Ensino Médio nas áreas de administração, logística, mecânica e informática, além de MBA (especialização) em Gestão Estratégica de Negócios e Pós-Graduação em Ciências Naturais e Matemática.

### Escolas e colégios públicos em Três Corações
- E.E Américo Dias Pereira
- E.E Bueno Brandão
- E.M Dona Maria Laura
- E.E Godofredo Rangel
- E.E Luiza Gomes Lemos
- E.M Maria José Coelho Neto
- E.E Monsenhor José Guimarães Fonseca
- E.E Olímpia de Brito
- E.E Prefeito Celso Banda
- E.M Professor Oscar Frattine Amzalack
- E.M Professor Franco da Rosa
- E.E Professor Clóvis Salgado
- E.M Professora Henriqueta Gomes
- E.M Professora Maria Evani Gomes Teles
- E.M Professora Oneida Junqueira
- E.M Rotary
- E.M Sagrado Coração de Jesus
- E.M Zilah Rezende Pinto
- E.M Professora Cândida Junqueira
- Instituto Federal de Educação, Ciência e Tecnologia do Sul de Minas Gerais - Campus Três Corações[14]

### Colégios particulares
- Colégio Padrão
- Colégio Nova Geração
- Colégio União
- Colégio Universitário de Aplicação UninCor
- Flor do Ipê Apostila Objetivo do 6 ao 9 ano.
- Colégio  Império

### Universidade
Universidade Vale do Rio Verde (UninCor) -É uma instituição particular de ensino que possui campus em Belo Horizonte, Betim, Pará de Minas e Três Corações (sede). Fundada em 1965, como Faculdade de Filosofia, Ciências e Letras, em 1998, torna-se a Universidade Vale do Rio Verde, que atualmente oferece diversos cursos: Administração, Agronomia, Ciências Contábeis,Logística,Ciências da Computação, Direito, Educação Física, Enfermagem, Eng. Ambiental, Farmácia, Med. Veterinária, Nutrição, Música, Odontologia, Pedagogia e Psicologia e Serviço Social.

## Turismo

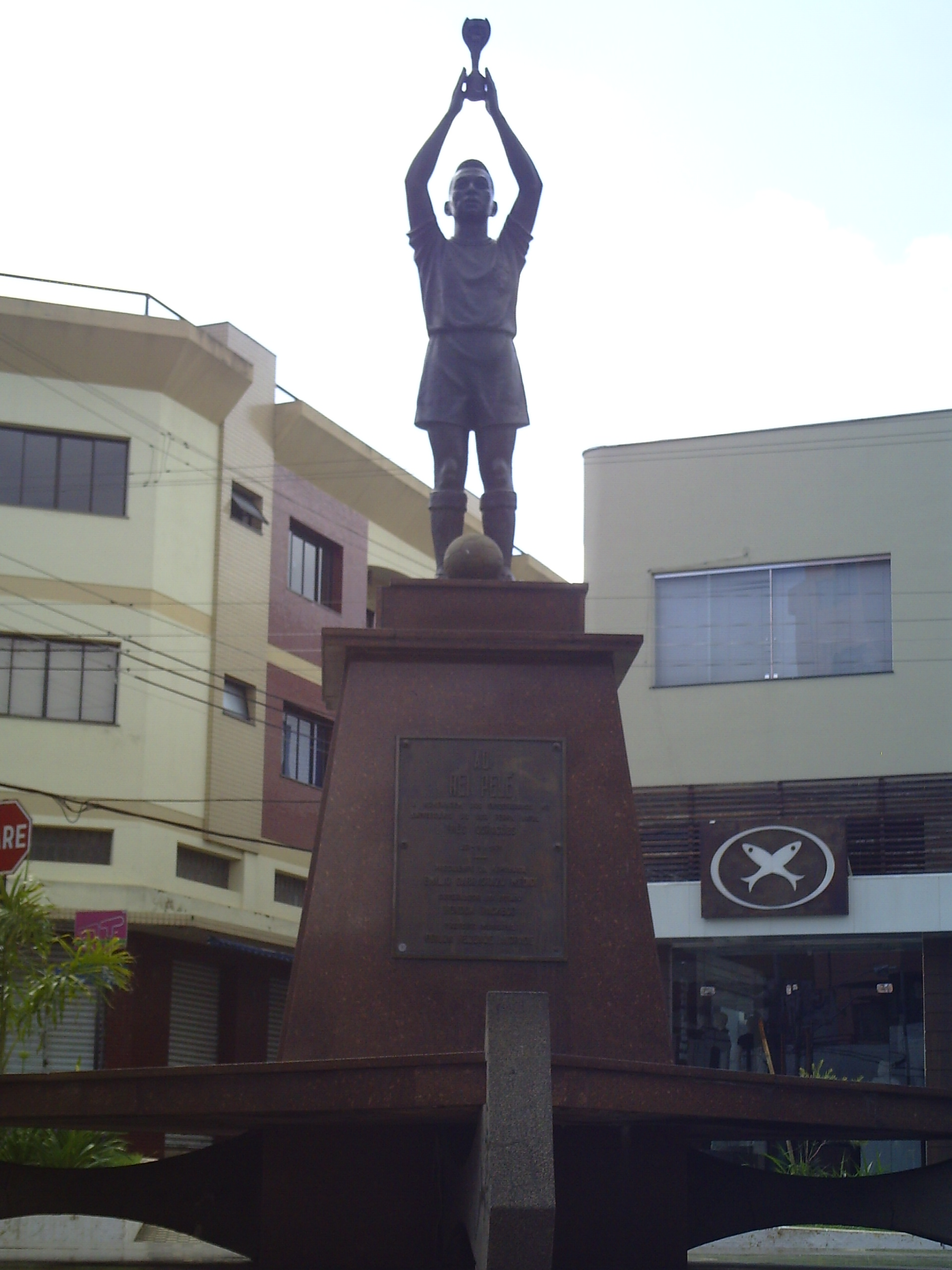
A estátua do Pelé.

- Monumento ao Tri (Praça Coronel José Martins) - Erguido na Pça. Coronel José Martins, presta uma justa homenagem ao Tri-Campeonato Mundial de Futebol, conquistado pelo Brasil, no México, em 1970. Engloba homenagem especial prestada pelos tricordianos ao seu filho maior, Edson Arantes do Nascimento, Rei Pelé.
- Igreja Matriz da Sagrada Família - Construída em 1927, em estilo neogótico, é decorada com painéis e murais de autoria do decorador sacro libanês Pedro Zógbi e do tricordiano Argentino Neves. Seus altares são de mármore de Carrara. Entre seus muitos vitrais, encontra-se o dedicado a Sagrada Família, tido como um dos mais belos de nossa região. O templo mede 56m de comprimento por 20 de largura. Sua abóboda tem 17 m e a torre 50 m de altura.

Reformada na sua parte externa em 2004, a Igreja Matriz de Três Corações encontra-se entre as mais belas edificações sacras do estado mineiro.
- Casa da Cultura Godofredo Rangel - Reúne em suas dependências um grandioso e rico acervo fotográfico e histórico da cidade. Possui salas para exposições, leitura, um posto de venda de peças artesanais e livros de autores locais, biblioteca, um pequeno museu e um acervo relativo ao jogador Pelé.
- Estádio Municipal Rei Pelé - Estádio de futebol com capacidade para 3.800 pessoas.[16] É o local em que o Atlético de Três Corações manda seus jogos. Nomeado em homenagem a Pelé em 2023. Antigamente chamava-se Estádio Elias Arbex.[17]
- Ginásio Poliesportivo Rei Pelé - Com uma arquitetura arrojada e alta sofisticação no acabamento interno, o ginásio é um dos maiores e mais modernos de nosso Estado. Situado em uma área de 5.000 m², tem capacidade para oito mil pessoas, sendo ainda dotado de cabine central suspensa de televisão e rádio.
- Ponte dos Boiadeiros - Construída sobre o Rio Verde em uma região esteticamente favorecida, foi inaugurada em 1924, sendo um arrojo de engenharia em sua época. Restaurada, é hoje um marco do "ciclo do gado".
- Abrigo da Locomotiva Maria-Fumaça - Situado ao lado do prédio da Estação Ferroviária (inaugurada em 1884, pelo Imperador D. Pedro II) o local abriga uma locomotiva Baldwin, de fabricação americana. O abrigo foi criado em 1984, durante as comemorações do centenário da cidade e presta uma homenagem aos antigos ferroviários.
- Parque Municipal Dondinho - Parque criado com o nome do pai de Pelé onde existe uma enorme estátua de Pelé e seu pai quando criança.
- Parque do Pelé
- Casa Pelé - Reconstruída a réplica da casa onde viveu o Rei do Futebol quando criança em Três corações no terreno verdadeiro. Localizada em Três corações MG na rua Edson Arantes do Nascimento, nº 1.000, centro.
- Estação Ferroviária e Pátio Ferroviário de Três Corações
- Portão Monumental ESA
- Parque infantil
- Portão do Cemitério Municipal

## Tricordianos ilustres
São naturais deste município o diretor cinematográfico e escritor Braz Chediak, os futebolistas Edson Arantes do Nascimento, celebrado como Pelé, e o Goleiro Alex Muralha. Destacam-se o ex-presidente da República Carlos Luz, o ministro João Otávio de Noronha, Desembargador Sebastião Renato de Paiva (foi Magistrado, Desembargador do Trabalho, Presidente do Tribunal Regional do Trabalho da 18ª Região, com sede em Goiânia, Estado de Goiás, fundador e Diretor do jornal Tribuna Tricordiana de Três Corações, tem registro de Jornalista no Ministério do Trabalho, foi Assessor Legislativo e publicou o livro Três Corações, Magistratura e Outros Temas), o Desembargador José Alberto Weiss de Andrade (foi Juiz do Poder Judiciário do Estado de São Paulo, Desembargador e Presidente do Tribunal de Justiça do Estado de São Paulo e nessa qualidade, exerceu por vários dias, em substituição, o cargo de Governador do Estado de São Paulo).